# الکس کاروسو
الکس کاروسو (انگلیسی: Alex Caruso؛ زادهٔ ۲۸ فوریهٔ ۱۹۹۴) بازیکن بسکتبال اهل ایالات متحده آمریکا است.

## حرفه
از باشگاه‌هایی که در آن بازی کرده‌است می‌توان به لس آنجلس لیکرز اشاره کرد.